# Mini Zoo Żywiec
Mini Zoo Żywiec, polsky také Żywieckie Mini Zoo, je minizoo v parku Park zamkowy w Żywcu ve čtvrti Śródmieście města Żywiec v okrese Żywiec v jižním Polsku. Geograficky se také nachází na pravém břehu řeky Koszarawa v mezoregionu Kotlina Żywiecka ve Slezském vojvodství a v Horním Slezsku.

## Historie a popis
Mini Zoo Żywiec nabízí ke zhlédnutí poměrně „běžná“ zvířata. Například domácí zvířata, kterými jsou slepice, kachny, husy, kozy, ovce, krávy atp. a dále jelenovití, pávi, prasata, klokani, pštrosi, hlodavci, poníci, osli, želvy aj. Součástí minizoo jsou také Městská stáj (Stajnia Miejska). Je to malý prostor s poměrně velkým množstvím zvířat. Některá zvířata je možné krmit a dotýkat se jich.

## Další informace
Minizoo je volně přístupné v provozní době, avšak v pondělí je zavřeno.

## Galerie

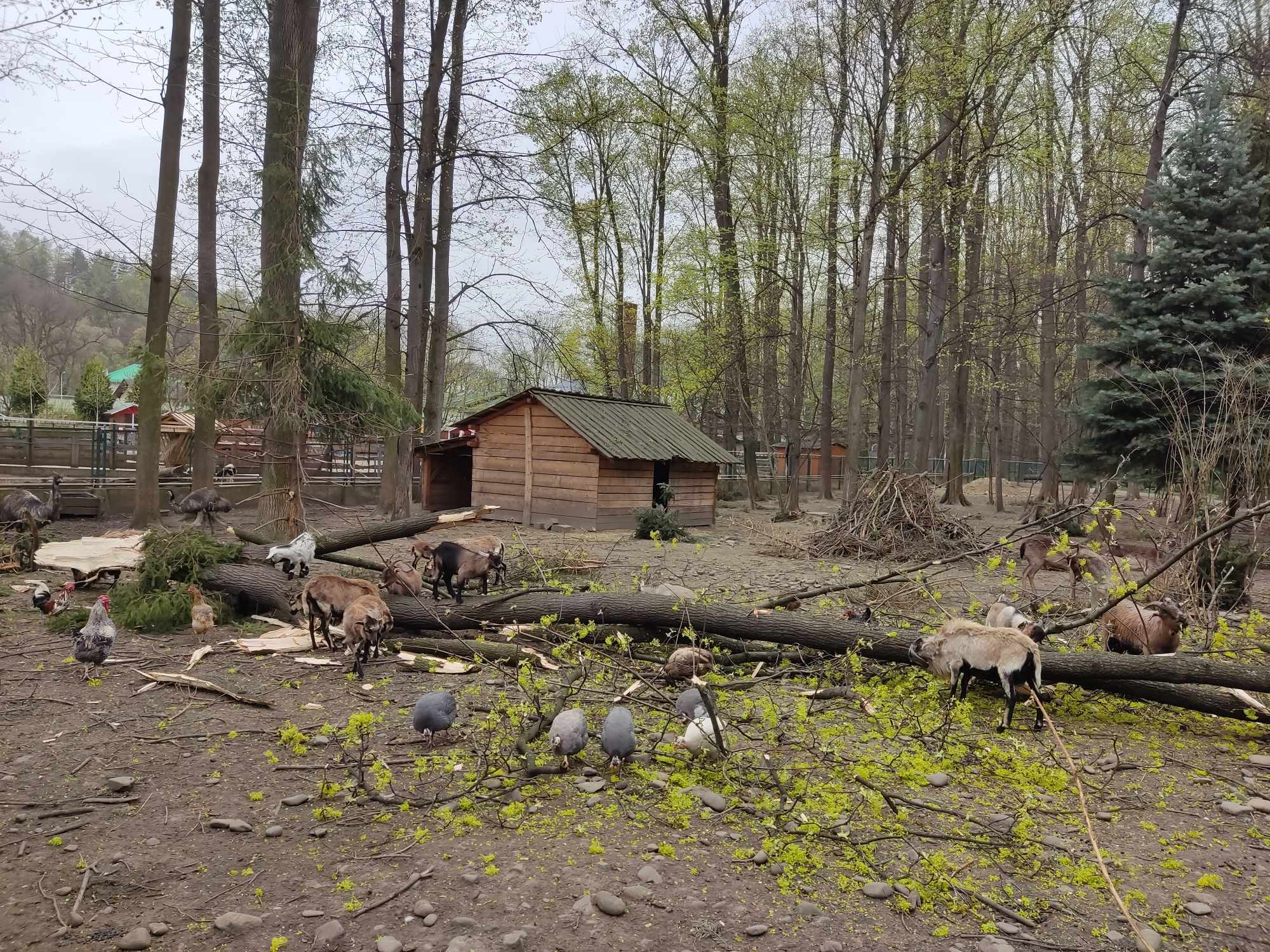
Zvířata hodující na pokáceném kmeni
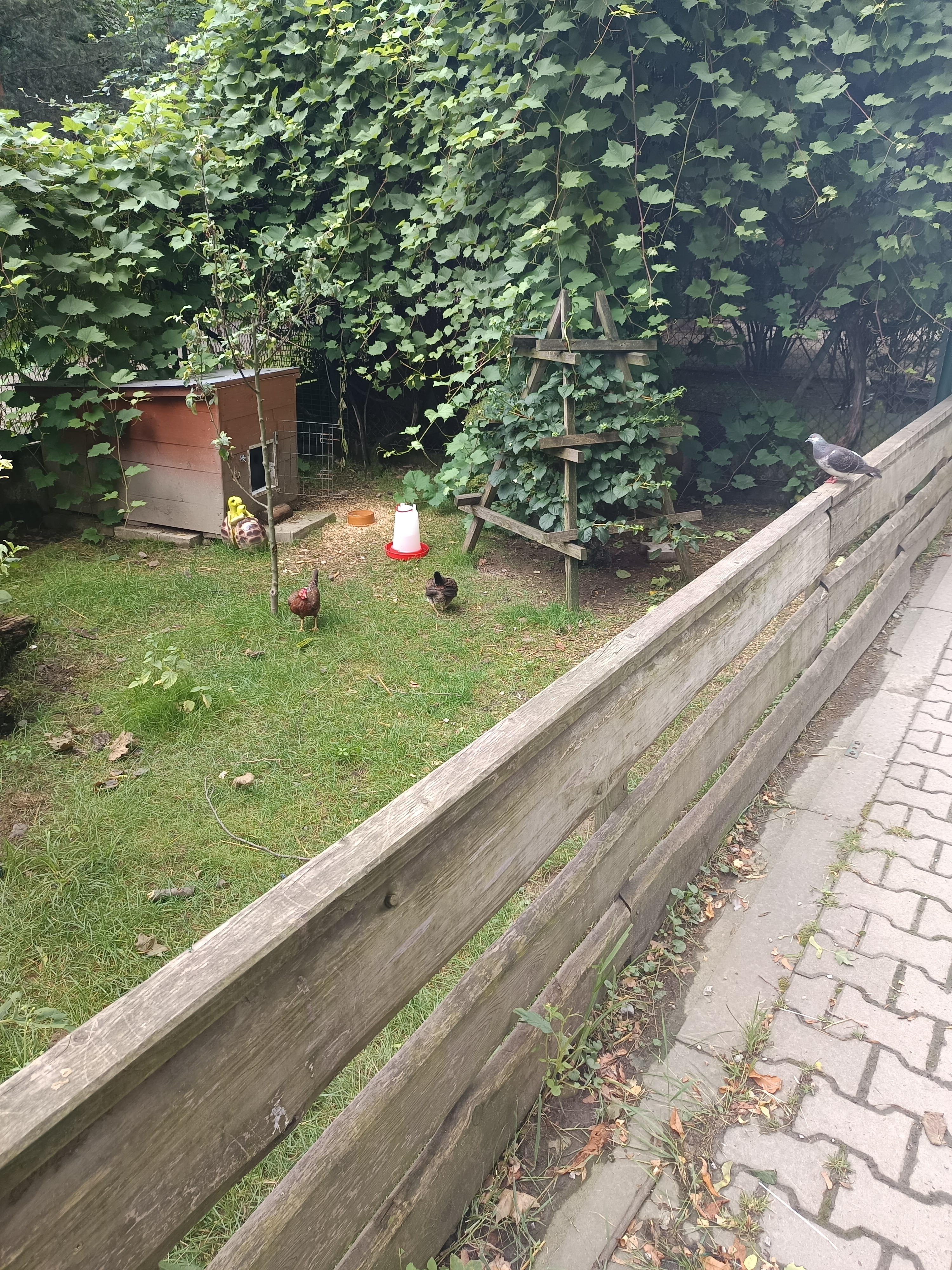
Slepice
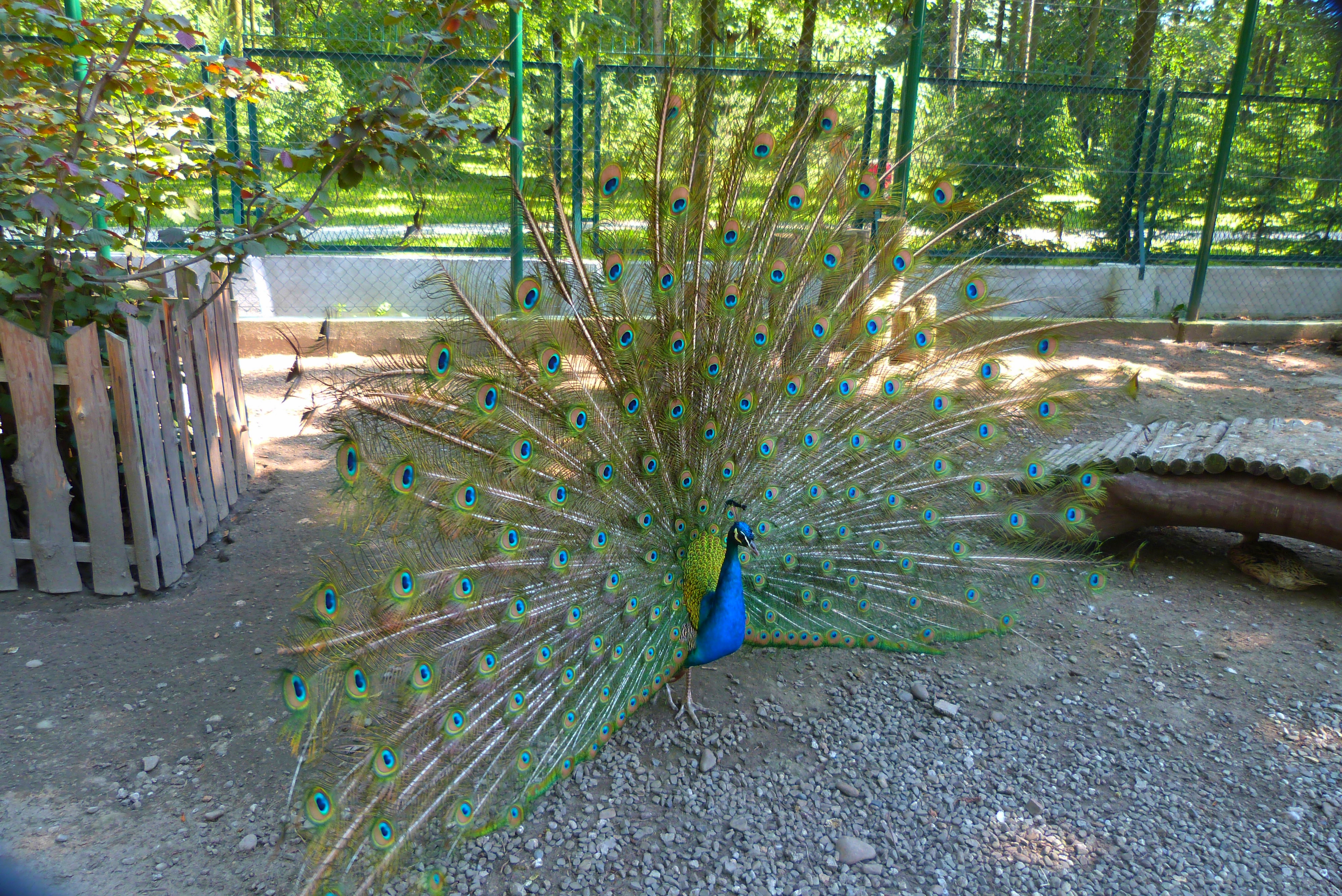
páv
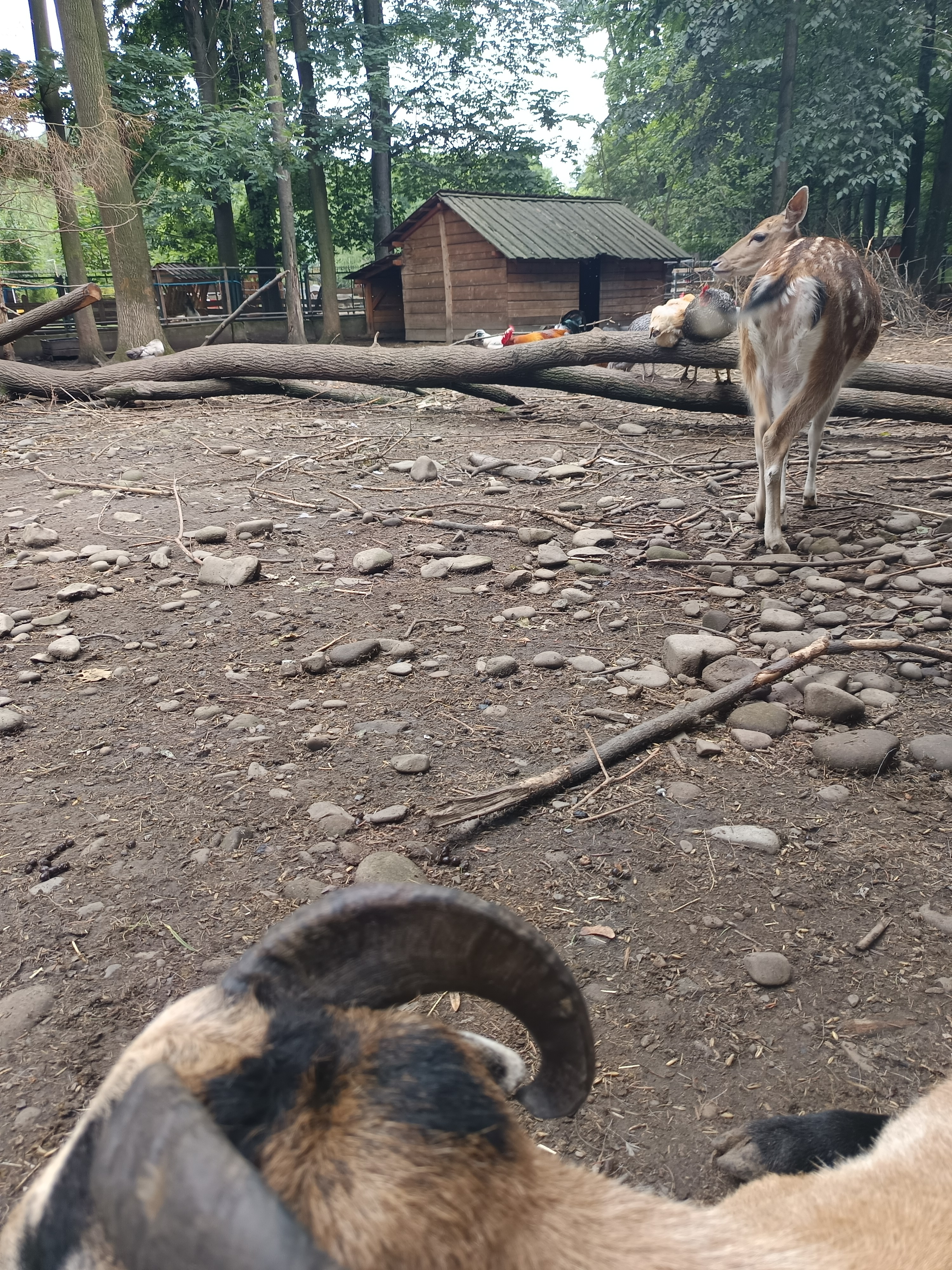
Ovce a jelínek